# Чемпионат мира по современному пятиборью 1958
VIII Чемпионат мира по современному пятиборью среди мужчин прошёл в городе Олдершот  Великобритания с 13 по 17 октября 1958 года.
На чемпионат мира прибыло 39 спортсмена из 14 стран.

## Команда
Сборная СССР выступала в составе: Игорь Новиков, Александр Тарасов и Николай Татаринов, запасной - Константин Сальников (чемпион мира 1955 года). Старший тренер А.Соколов, тренерский состав: Николай Федорович Шеленков (конная подготовка),  Лев Сайчук(фехтование), Евгений Петрович Tалаев (стрельба).

## Победители и призеры
| Дисциплина           | Золото                                                                | Серебро                                                      | Бронза                                                          |
| Индивидуальный зачет | СССР · Игорь Новиков · 4924                                           | Финляндия · Курт Линдеман · 4629                             | СССР · Александр Тарасов · 4611                                 |
| Командный зачет      | СССР · Игорь Новиков · Александр Тарасов · Николай Татаринов · 14 146 | Венгрия · Андраш Бальцо · Аладар Ковачи · Имре Надь · 13 022 | Финляндия · Курт Линдеман · Вайхо Корхонен · Ээро Lohi · 12 452 |

## Верховая езда
13 октября 1958г. Военная база. Олдершот.
Соревнования проходили на военной базе города Олдершот, который расположен недалеко от Лондона. Здесь также находился кавалерийский полк.
Дистанция в этот раз была вдвое короче обычной - 2,5 км с 15 препятствиями.
Первое место в конном кроссе выиграл Николай Татаринов. Ему удалось ровно пройти дистанцию за 5.07,0 и получить 965 очков. Новиков проехал дистанцию на 3 секунды хуже Татаринова и заработал 950 очков. Третье место занял Имре Надь 950 очков (4.58,5). Тарасов привез 895 очков. Советская команда захватила лидерство после первого дня соревнований, опередив сборные Венгрии и США на 95 очков.
1. Н. Татаринов              - 965 очков.
2. И. Новиков                - 950 очков.
3. И. Надь (Венгрия)         - 950 очков.
4. Р. Лихтнер-Хоер (Австрия) - 945
5. Н. Лильенвиль (Швеция)    - 945
6. Б. Шмидт (Дания)          - 940

Командное первенство.
1. СССР    - 2 810.
2. Венгрия - 2 715.
3. США     - 2 715.
4. Швеция - 2305
5. Польша - 2030
6. Италия - 1845

## Фехтование
14 октября 1958г. Военный институт физической культуры и спорта. Олдершот.
Во второй день соревнований каждый из участников должен был провести по 38 боев на шпагах. Фехтовальные поединки на 8 дорожках, оборудованных в спортивных залах Военного института физкультуры и спорта города Олдершот, продолжались с утра до позднего вечера.
Тысячу очков  получил только И.Новиков, который и выиграл фехтование. Особенно остро проходил бой Новикова с финским пятиборцем Куртом Линдеманом, который выиграл первые 17 поединков. 5 минут длился этот бой и только на последних секундах наш чемпион в молниеносной атаке делает захват оружия противника и наносит укол в туловище. Линдеман с уважением поздравил Новикова с победой. Ещё более тяжелый бой был Новикова с В. Корхоненом - опытным и агрессивным бойцом. В течение 5 минут боя судьи зафиксировали 5 падений и 7 одновременных уколов. Буквально на последней секунде финскому пятиборцу удалось нанести решающий укол. Однако командную победу со счетом 5:4 одержали советские спортсмены.
В команде СССР очень неудачно начал выступления А. Тарасов. В первых 12 поединках он потерпел 9 поражений. Но переломной оказалась встреча между командой СССР и Великобритании. А. Тарасов встречался с Т. Худсоном. На последней минуте наш пятиборец делает атаку стрелой с падением и наносит укол в ногу. Судья засчитывает ему победу. Успех вдохновил Тарасова и он стал выигрывать поединки. В итоге 762 очка завоевал Тарасов. Результат не очень высокий.
Татаринов также показал 762 очка, но несмотря на это советские пятиборцы поделили первое место в фехтовании с командой Финляндии. Третье место заняли спортсмены Австрии. Неожиданно слабо выступили венгры, считавшиеся отличными фехтовальщиками, команда заняла только 7 место.
- Фехтование.

Личные результаты.
1. И. Новиков (СССР) - 1102
2. К. Линдеман (Финляндия) - 966
3. В. Мальта (Бразилия) - 864
4. Б. Шмидт (Дания) - 864
5. С. Эриксон (Швеция) - 864
6. В. Феттерли (Швейцария) - 830

Командные результаты.
1. СССР           - 2 630
2. Финляндия      - 2 630
3. Австрия        - 2 186
4. Бразилия       - 2 149
5. ФРГ            - 2 038
6. Великобритания - 2 001

- Результаты после 2 видов.

Личное первенство.
1. И. Новиков               -  2 052
2. К. Линдеман              - 1 806
3. Б. Шмидт                 - 1 804
4. Н. Татаринов             - 1 727
5. П. Лихтнер-Хоер (Австрия)- 1 707
6. И. Надь (Венгрия)        - 1 678

Командное первенство.
1. СССР      - 5 440
2. Венгрия   - 4 568
3. США       - 4 568
4. Швеция    - 4 195
5. Финляндия - 4 135
6. Австрия   - 3 901

## Стрельба
15 октября 1958 года. Открытый тир. Олдершот.
Основная борьба на огневом рубеже развернулась между советскими, американскими, венгерскими и финскими пятиборцами. Наши пятиборцы отлично провели стрельбу и командой выиграли этот вид пятиборья и теперь сборная Советского Союза имеет реальную возможность добиться триумфа, подобного прошлогоднем в Стокгольме, когда были завоевано все золотые медали. Венгерские пятиборцы прочно закрепились на втором месте. Хорошо подготовленная команда Финляндии, оказавшаяся после неудачи в конном кроссе на девятом месте, после фехтовании и стрельбы переместилась на четвёртое место и имеет реальные шансы завоевать бронзовые медали.
- Стрельба. Личное первенство.

Стрельба. Итоговые результаты.
| Место | Спортсмен            | Результат            | Очки |
| ----- | -------------------- | -------------------- | ---- |
| 1.    | К. Мазур (Польша)    | 194                  | 980  |
| 2.    | А. Татаринов (СССР)  | 193                  | 960  |
| 3.    | Н. Тарасов (СССР)    | 193                  | 960  |
| 4.    | Е. Линдер Швейцария) | 193                  | 960  |
| 5.    | А. Факини (Италия)   | 191                  | 920  |
| 6.    | П. Харвей (Англия)   | 191                  | 920  |
| 7.    | А. Ковачи (Венгрия)  | 190                  | 900  |
| 8.    | И. Новиков (СССР)    | 188                  | 860  |
| 9.    | А. Бальцо (Венгрия)  | 188 (49, 48, 47, 44) | 860  |
| 10.   | И. Надь (Венгрия)    | 186                  | 820  |
| 11.   | Д. Эллис (США)       | 182 (43, 48, 43, 46) | 740  |

- Положение после трех видов пятиборья.

Личное первенство.
1. И. Новиков (СССР)       - 2 913 очков
2. Н. Татаринов (СССР)     - 2 687
3. К. Линдеман (Финляндия) - 2 666
4. А. Тарасов (СССР)       - 2 617
5. Б. Шмидт (Дания)        - 2 524
6. И. Надь (Венгрия)     - 2 498

Командное первенство.
1. СССР      - 8 220
2. Венгрия   - 7 148
3. США       - 7 031
4. Финляндия - 6 635
5. Швеция    - 6 115
6. Польша    - 6 104

## Плавание
16 октября 1958г. г. Олдершот. Зимний бассейн военного института физкультуры и спорта.
Наиболее интересным был третий заплыв, где встретились чемпион мира Игорь Новиков и опытный бразильский пятиборец Б. Виньоли. Сначала оба спортсмена плывут в одинаковом темпе, но первые 100 м бразилец преодолевает за 1.09,2 и выигрывает у Новикова более секунды. Советский спортсмен стремиться догнать соперника, но это ему не удается. Заплыв выигрывает Биньоли - 3.51,8, Игорь Новиков показывает 3.54,1 и устанавливает свой личный рекорд.
Советские пятиборцы проплыли 300-метровую дистанцию с личными рекордами. Николай Татаринов выиграл свой заплыв, его время 4.10,1. Александр Тарасов показал результат - 4.15,4, опередил своего основного конкурента  К. Линдемана (Финляндия) на 14 секунд (70 очков) и вышел на третье место в личном зачете.
Героем дня стал молодой венгерский спортсмен Андраш Бальцо, продемонстрировавший прекрасную технику плавания. Он финишировал с самым высоким результатом - 3.48,3.
Перед заключительным видом пятиборья кроссом в командном зачете уверенно лидирует команда Советского Союза, опережая занимающую команду Венгрии на 1067 очков. В личном первенстве так же лидируют советские пятиборцы, занимая все три первых места.
- Технические результаты. Плавание.

Личное первенство.
1. А. Бальцо (Венгрия)   - 3.48,3 (1060 очков)
2. Б. Виньоли (Бразилия) - 3.51,8 (1045)
3. И. Новиков (СССР)     - 3.54,0 (1030)
4. Я. Даниэле (США)      - 3.57,1 (1015)
5. Т. Худсон (Англия)    - 4.01,3 (995)
6. И. Надь (Венгрия)     - 4.01,4 (995)

Командное первенство.
1. Венгрия   - 2910
2. СССР      - 2905
3. ФРГ       - 2830
4. Италия    - 2785
5. Финляндия - 2775
6. Швеция    - 2755

- Итоговые результаты после 4 видов.

Личное первенство.
1. И. Новиков (СССР)       - 3942
2. Н. Татаринов (СССР)     - 3637
3. А. Тарасов (СССР)       - 3542
4. К. Линдеман (Финляндия) - 3521
5. И. Надь (Венгрия)       - 3493
6. Р. Столл (США)          - 3414

Командное первенство.
1. СССР      - 11 125 очков
2. Венгрия   - 10 058
3. США       - 9 781
4. Финляндия - 9 410
5. Италия    - 8 874
6. Швеция    - 8 870

## Бег
17 октября 1958 года. Королевская военная академия (город Сандхерст).
Дистанция 4 км была на территории военной академии, по своему профилю была несложной, примерно такой же, как и на прошлогоднем чемпионате. Задача спортсменов осложнялась наличием на трассе нескольких сложных препятствий - шлагбаума, ямы с водой, больших канав и сильно заболоченных участков.
Перед заключительным видом пятиборья преимущество советских пятиборцев как в личном, так и в командном первенстве было внушительным. Игорь новиков пробежал без особого напряжения и с суммой 4924 очка стал победителем чемпионата мира. В командном зачете золотые медали завоевали пятиборцы Советского Союза.
*Результаты. Кросс. Личное первенство.
| Место | Спортсмен      | Страна         | Результат | очки |
| ----- | -------------- | -------------- | --------- | ---- |
| 1.    | К. Линдеман    | Финляндия      | 14.24,6   | 1108 |
| 2.    | Д. Коблей      | Великобритания | 14.30,9   | 1090 |
| 3.    | С. Пшибыльский | Польша         | 14.35,1   | 1075 |

## Результаты
Личное первенство.
| Место | Спортсмен         | Спортивное общество | Конкур | Фехтование | результат/очки | 300 м время/очки | 4 км время/очки | Сумма |
| ----- | ----------------- | ------------------- | ------ | ---------- | -------------- | ---------------- | --------------- | ----- |
| 1.    | Игорь Новиков     | СССР                | 950    | 1102       | 188/860        | 3.54,0/1030      | 15.06,5/982     | 4924  |
| 2.    | Курт Линдеман     | Финляндия           | 840    | 966        | 187/840        | 4.29,1/855       | 14.21,0/1117    | 4629  |
| 3.    | Александр Тарасов | СССР                | 895    | 762        | 193/960        | 4.15,4/925       | 14.37,5/1069    | 4611  |
| 4.    | Николай Татаринов | СССР                | 965    | 762        | 193/960        | 4.10,1/950       | 15.10,5/970     | 4607  |
| 5.    | Имре Надь         | Венгрия             | 950    | 728        | 186/820        | 4.01,4/995       | 15.10,5/970     | 4505  |
| 6.    | Андраш Бальцо     | Венгрия             | 880    | 592        | 188/860        | 3.48,3/1060      | 14.44,6/1048    | 4440  |

 Командное первенство.
| Место | Страна                                                       | Сумма очков |
| ----- | ------------------------------------------------------------ | ----------- |
| 1.    | СССР · Игорь Новиков · Александр Тарасов · Николай Татаринов | 14 146      |
| 2.    | Венгрия · Имре Надь · Андраш Бальцо · Аладар Ковачи          | 13 022      |
| 3.    | Финляндия · Курт Линдеман · Вайхо Корхонен · Ээро Lohi       | 12 452      |
| 4.    | США · Р. Столл · Я. Даниэле · Д. Эллис                       | 12 310      |
| 5.    | Швеция · С. Эриксон · Н. Лильенвиль                          | 11 756      |
| 6.    | Италия · А. Факини                                           | 11 421      |
| 7.    | Великобритания · Т. Худсон · Д. Коблей · П. Харвей           | 11 363      |
| 8.    | Польша · С. Пшибыльский · К. Мазур                           | 11 024      |
| 9.    | ФРГ                                                          | 10 654      |
| 10.   | Швейцария · Е. Линдер · В. Феттерли                          | 10 212      |
| 11.   | Австрия · П. Лихтиер-Хоер                                    | 10 152      |
| 12.   | Бразилия · Б. Виньоли · В. Мальта                            | 9 817       |

## Распределение наград
| Место  | Страна    | Золото | Серебро | Бронза | Всего |
| ------ | --------- | ------ | ------- | ------ | ----- |
| 1      | СССР      | 2      | 0       | 1      | 3     |
| 2      | Финляндия | 0      | 1       | 1      | 2     |
| 3      | Венгрия   | 0      | 1       | 0      | 1     |
| Totale | Totale    | 2      | 2       | 2      | 6     |